# Andrew C.S. Peacock
Andrew Charles Spencer Peacock (1976) è uno storico e professore universitario inglese.
È specializzato nella storia dell'impero selgiuchide e dell'impero ottomano.

## Biografia
Nato nel 1976 e cresciuto nell'Hampshire, in Inghilterra, Peacock ha conseguito il dottorato di ricerca in Studi Orientali presso l'Università di Cambridge. È attualmente professore di storia presso l'Università di St Andrews. Inoltre, Peacock è fellow della Society of Antiquaries of London e fellow della British Academy.